# دكستر وستبروك
دكستر وستبروك (بالإنجليزية: Dexter Westbrook)‏ مواليد 1943، هو لاعب كرة سلة أمريكي معتزل. تم اختياره من قبل فريق واشنطن ويزاردز خلال الدرافت. يبلغ طوله 6 قدم 8 بوصة (2.0 م). لعب مع بروكلين نتس في الدوري الأمريكي لكرة السلة للمحترفين.

## روابط خارجية
- دكستر وستبروك على موقع سبورتس رفرنس (الإنجليزية)
- دكستر وستبروك على موقع كلية كرة السلة في سبورتس رفرنس.كوم (الإنجليزية)
- دكستر وستبروك على موقع ريلجم (الإنجليزية)
- دكستر وستبروك على موقع بروبوليرز (الإنجليزية)